# 卡玛鲁扎曼·谢里夫
卡玛鲁扎曼·谢里夫（1941年5月18日—）是马来西亚首都吉隆坡的第五任市长（1995年至2001年）。

## 生平
1995年12月14日，卡玛鲁扎曼被委任为吉隆坡市长。上任后，清理排水沟成为他重要的议程，同时严厉打击城市居民、小贩、贸易商和建筑承包商向下水道和沟渠扔垃圾的行为。1997年的首5月，卡玛鲁扎曼领导的市政厅共查获了价值超过300万令吉的1,068台视频游戏老虎机。由于民众破坏设施的问题愈发严重，他还发起了一场反破坏运动，并敦促公众与市政厅合作。
2001年12月11日，即将离任的卡玛鲁扎曼表达希望吉隆坡市民改变态度，共同努力，为了共同利益保持该市的清洁。12月12日，他在发表《2002年财政预算案》演说中宣布了人事变动。12月13日，卡玛鲁扎曼在市政厅正式将市长职务移交给莫哈末沙益莫哈末道菲。卡玛鲁扎曼自称在六年的市长生涯里他感到非常充实，同时对于首相马哈迪·莫哈末在1998年成功举办英联邦运动会表示感谢。

## 荣誉
- 马来西亚
  -  王室效忠勋章 (P.S.M.) - 丹斯里 (Tan Sri)（1995年）[16]